# Eichblatt-Radspinne
Die Eichblatt-Radspinne oder Eichblatt-Kreuzspinne (Aculepeira ceropegia, Syn.: Araneus ceropegia) ist eine Spinnenart  aus der Familie der Echten Radnetzspinnen (Araneidae). Dank ihrer namengebenden, auffallenden Zeichnung ist die Art relativ gut bestimmbar. Sie ist in Mitteleuropa weit verbreitet und recht häufig.

## Beschreibung
Die weiblichen Tiere werden durchschnittlich 12–14 mm, die Männchen 7–8 mm groß. Der Vorderkörper (Prosoma) ist recht einfarbig dunkelbraun und nur zu den Augen hin deutlich aufgehellt. Diese Grundfarbe ist jedoch meist durch die starke, weiße Behaarung kaum erkennbar. Der Hinterkörper (Opisthosoma) ist relativ hoch, recht schmal und nach hinten deutlich zugespitzt. Er zeigt auf gelblich braunem Grund eine feine dunkle Netzzeichnung und auf der Rückenmitte ein sehr auffallendes, weißes Längsband, das mehrfach stark ausgebuchtet ist und nach hinten schmaler wird. Es erinnert entfernt an das Blatt einer Stiel- oder einer Traubeneiche. Die Schenkel (Femur) sind einfarbig braun, die äußeren Beinglieder sind eng hell-dunkel geringelt.

## Verbreitung und Lebensraum
Die Art besiedelt fast ganz Europa, sie wird im Nordwesten jedoch deutlich seltener und fehlt in Großbritannien und Irland sowie in Dänemark. Sie besiedelt offene, sonnige  Flächen aller Art, vor allem Trockenrasen, Brachen und Feuchtwiesen, aber auch Waldlichtungen. Die Eichblatt-Radspinne ist auch in den Mittelgebirgen häufig und kommt in den Alpen bis in etwa 2500 m Höhe vor.

## Lebensweise
Das Netz wird in Bodennähe zwischen Stauden oder Getreidehalmen gebaut. Die Netznabe wird mit einem dicht gewebten, weißen Gespinst überzogen. Die Sitzwarte befindet sich meist nahe dem oberen Rand des Netzes auf Pflanzenteilen in einem nach oben offenen, schüsselförmigen Gespinst. Auf trockenen Pflanzenteilen ist die Spinne dort sehr auffällig, sie wählt jedoch auch größere Blüten für die Anlage des Verstecks, wo sie weniger auffällt. Die Spinne lässt sich schon bei geringen Störungen sofort zu Boden fallen, um später an ihrem Sicherheitsfaden wieder ins Versteck zurückzuklettern.

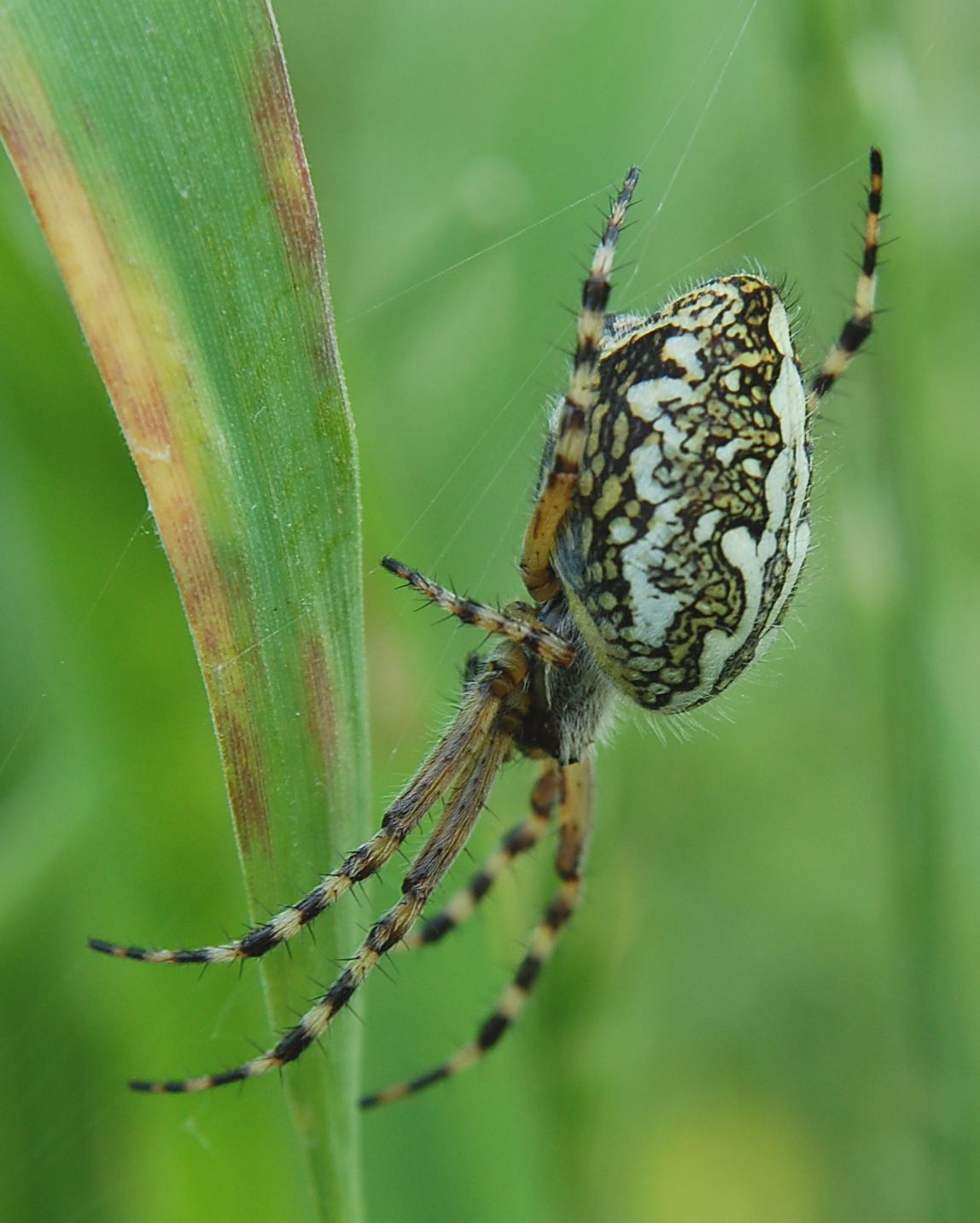
Weibliche Eichblatt-Radspinne

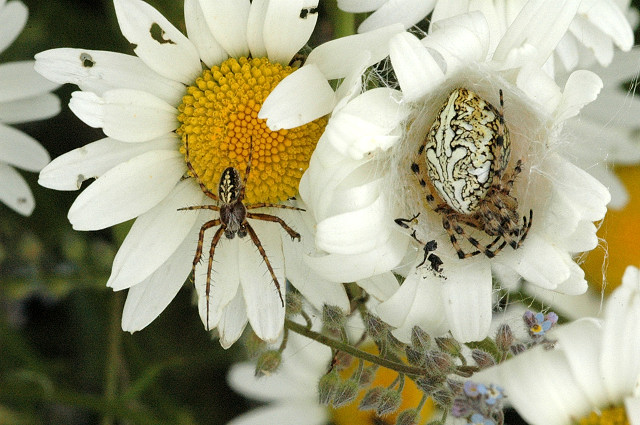
Paar der Eichblatt-Radspinne, rechts das viel größere Weibchen. Geschlechtsreife Männchen halten sich häufig in der Nähe der Netze von Weibchen auf.

## Systematik
Da sich die Morphologie der Geschlechtsorgane deutlich von Vertretern der Gattung der Kreuzspinnen (Araneus) unterscheidet, wurde diese ursprünglich zu Araneus gestellte Art zusammen mit der in den Alpen verbreiteten Aculepeira carbonaria in einer eigenen Gattung vereint.

## Gefährdung
Die Art ist weit verbreitet und in geeigneten Habitaten mittelhäufig. Sie wird in Deutschland in der Roten Liste als „ungefährdet“ eingestuft.